# アレグザンダー・リンジー (第23代クロフォード伯爵)

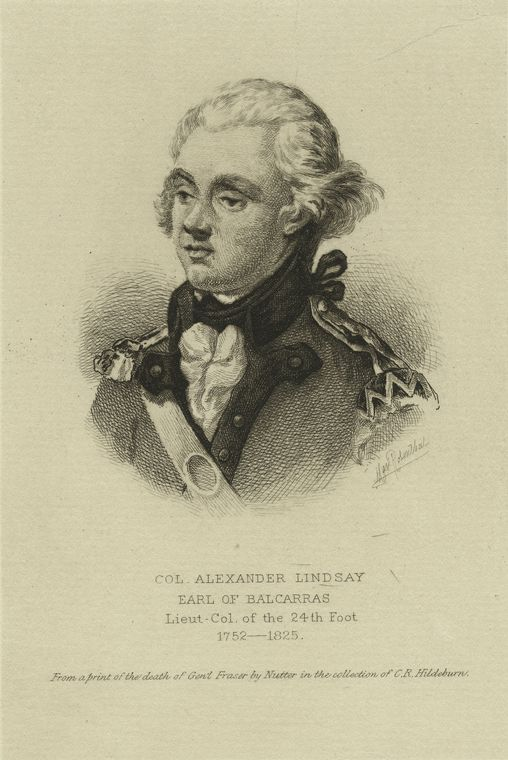
第23代クロフォード伯爵・第6代バルカレス伯爵アレグザンダー・リンジーの肖像

第23代クロフォード伯爵・第6代バルカレス伯爵アレグザンダー・リンジー（英: Alexander Lindsay, 23rd Earl of Crawford and 6th Earl of Balcarres、1752年1月18日 - 1825年3月27日）は、イギリス・スコットランドの貴族、陸軍軍人、政治家。　　　

## 経歴
1752年1月18日、スコットランド貴族クロフォード伯爵リンジー家の分家にあたる第5代バルカレス伯爵ジェイムズ・リンジーとその妻アン(ステア伯爵ダリンプル家の分家の娘)の間の長男として生まれる。
イートン校を卒業後、1767年からイギリス陸軍に入隊。1768年2月20日に父が死去し、スコットランド貴族爵位の第6代バルカレス伯爵位を継承した 。1777年にはカナダ駐留の第24歩兵連隊の中佐となり、タイコンデロガ砦包囲戦に参戦して負傷した。
1784年から1796年までと1802年から1825年までスコットランド貴族の貴族代表議員として貴族院議員に列する。
1789年から1825年にかけて第63歩兵連隊の名誉連隊長(大佐)を務める。1793年に少将、1798年に中将、1803年に大将に昇進した。
1794年から1801年にかけてイギリス植民地ジャマイカの知事を務めた。
1808年1月30日に第22代クロフォード伯爵ジョージ・リンジーが子供なく死去したことで分流の彼が第23代クロフォード伯爵位を継承したが、これが確定したのは彼の死後の1848年の貴族院の決定による。
1825年3月27日に死去した。

## 栄典

### 爵位
- 1768年2月20日、第6代バルカレス伯爵 (6th Earl of Balcarres, 1651年創設スコットランド貴族爵位)
- 1768年2月20日、第7代バルカレスのリンジー卿 (7th Lord Lindsay of Balcarres, 1633年創設スコットランド貴族爵位)
- 1768年2月20日、第6代リンジー＝ベルニール卿 (6th Lord Lindsay and Balneil, 1651年創設スコットランド貴族爵位)
- 1808年1月30日、第23代クロフォード伯爵 (23rd Earl of Crawford, 1398年創設スコットランド貴族爵位 ) ※死後に継承していたことが確定

## 家族
1780年に従兄妹(母の姪)にあたるエリザベス・ダリンプルと結婚。彼女との間に爵位を継承するジェイムズ・リンジーはじめ4男2女を儲ける。